# Криминология
Криминологията е научното изследване на природата, обхвата, причините и контрола на криминалното поведение. Криминологичното изследване включва разпространението и формите на престъплението, както и причините и следствията. Това още включва социалното и правителствено регулиране и реакции на престъплението. Криминологията е интердисциплинарно поле на поведенческите науки, с насоченост особено в социологията и психологията, както и в правото и правните норми. Криминология е също така този дял от социалните науки, който се занимава с изучаването на престъплението в неговите индивидуални и обществени прояви.

## Етимология
През 1885 италианския правен професор Рафаеле Гарофало изковава термина „криминология“ (на италиански: criminologia). Френският антрополог Паул Топинар използва горе-долу по същото време на френски думата criminologie.

## Наука за престъпността
Науката за престъпността възниква във Великобритания в края на 90-те години на 20 век заради практическата нужда от противодействие на престъпността. Науката за престъпността използва много от натрупаното знание от криминологията, но специфично за новата наука е, че тя има приложен характер. Затова тя се занимава с феномена на престъпността, а не изключително само със самите престъпници. Науката за престъпността е мултидисциплинарна и използва приложни научни методи, които се простират отвъд типичните от социалната теория.